# Carpenterella
Carpenterella is een geslacht van vlinders van de familie spinneruilen (Erebidae), uit de onderfamilie Lymantriinae.

## Soorten
- C. chionobosca Collenette, 1960
- C. miltophleba Collenette, 1960
- C. nesiotica Collenette, 1933